# Certosa di Gorgona
Certosa di Gorgona (Kartause Gorgona) war eine Abtei auf der kleinen Mittelmeerinsel Gorgona zwischen Korsika und der Küste der Toskana. Die Kartause wurde 1425 aufgegeben. Die Ruinen des Klosters sind heute der Teil der landwirtschaftlichen Strafkolonie Gorgona.

## Benediktinerabtei
Die Existenz einer Klostergemeinschaft auf der Insel ist seit dem 4. Jahrhundert belegt. Im 6. Jahrhundert befand sich hier eine Benediktinerabtei, die später aufgrund der Bedrohung durch sarazenische Piraten aufgegeben wurde.
Als die Gefahr vorüber war, wurde 1051 die Abtei neu gegründet. Möglich wurde die Neugründung durch Schenkungen des Adels aus Pisa, weiteren Gebieten der Toskana sowie von Korsika.

## Kartause
Im 14. Jahrhundert befand sich das Kloster im Niedergang. 1373 sprach Papst Gregor XI., aufgrund des Rates der Heiligen Katharina von Siena, den Kartäusern von Certosa di Calci in der Nähe von Pisa zu. Diese gründeten hier eine neue Kartause. Die Benediktiner wurden von der Insel verbannt. Ungewöhnlicherweise erbte der Prior der neuen Kartause von seinen benediktinischen Vorgängern den Titel eines Abtes und die Kartause den Rang einer Abtei.
Die heilige Katharina besuchte die neue Kartäusergemeinschaft kurz nach ihrer Ansiedlung und stellte fest, dass die Räumlichkeiten noch für Bedürfnisse einer Kartause umgebaut werde müssten. 
Doch auch das Kartäuserkloster war durch nordafrikanische Piraten bedroht. In den Jahren 1382, 1384, 1420 und 1423 wurde es angegriffen. Der letzte Angriff war so schwerwiegend, dass die Mönche 1425 die Insel endgültig verließen und kehrten mit ihrer Bibliothek und den Kunstwerken in die Certosa di Calci zurück. Die Kartause von Gorgona wurde mit der Kartause von Pisa vereinigt. Das Grundbesitz der Insel blieb bei der Kartause.
Anhaltende Landstreitigkeiten mit den Bewohnern der Insel führten dazu, dass die Kartäuser von Pisa 1776 ihre Rechte an den Großherzog der Toskana verkauften. Dieser errichtete hier ein Fischerdorf.